# Tuần Châu

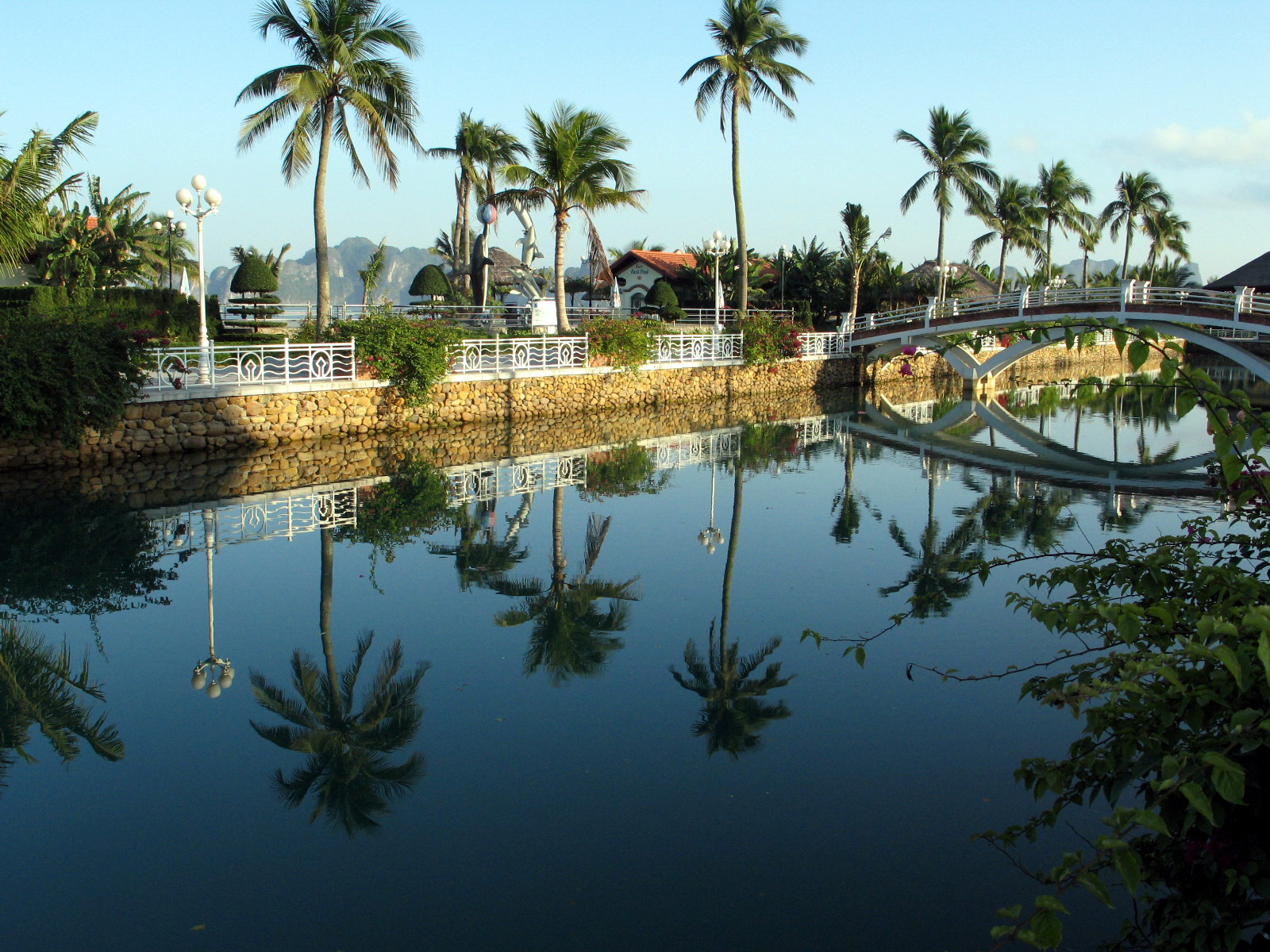
Tuần Châug

Tuần Châu é a uma ilha do sudoeste do Vietnã. Faz parte da província de Hạ Long.
Coberto por florestas de pinheiros, ocupando uma área de 2,2 km² e, a leste e a sul, duas praias artificiais dotadas de areia branca e fina.Atualmente é um dos mais importantes destinos turísticos de Hạ Long.

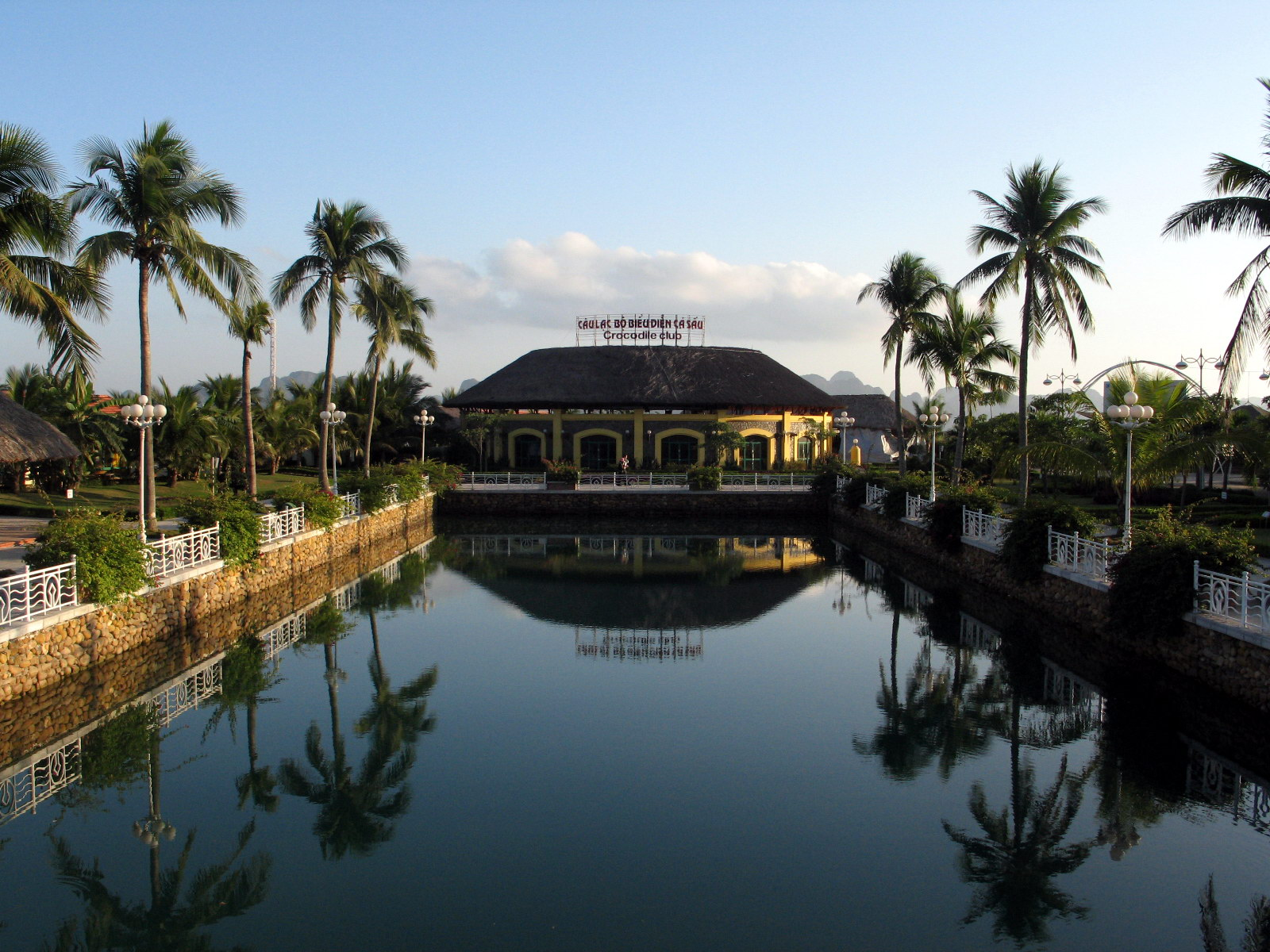
Crocodille Club